# Fenton (Míchigan)
Fenton es una ciudad ubicada en el condado de Genesee en el estado estadounidense de Míchigan. En el Censo de 2010 tenía una población de 11756 habitantes y una densidad poblacional de 648,25 personas por km².

## Geografía
Fenton se encuentra ubicada en las coordenadas 42°48′00″N 83°42′51″O / 42.80000, -83.71417. Según la Oficina del Censo de los Estados Unidos, Fenton tiene una superficie total de 18.14 km², de la cual 17.3 km² corresponden a tierra firme y (4.63%) 0.84 km² es agua.

## Demografía
Según el censo de 2010, había 11756 personas residiendo en Fenton. La densidad de población era de 648,25 hab./km². De los 11756 habitantes, Fenton estaba compuesto por el 95.12 % blancos, el 1.28 % eran afroamericanos, el 0.34 % eran amerindios, el 0.75 % eran asiáticos, el 0.02 % eran isleños del Pacífico, el 0.47 % eran de otras razas y el 2.02 % pertenecían a dos o más razas. Del total de la población el 2.49 % eran hispanos o latinos de cualquier raza.